# Mistrzostwa Świata w Piłce Nożnej 2010 (eliminacje)
W eliminacjach do MŚ 2010 uczestniczyło 205 reprezentacji. RPA jako gospodarz musiała przejść eliminacje, chociaż miała zapewnione miejsce w rozgrywkach. Działo się tak, ponieważ eliminacje Mistrzostw Świata 2010 w strefie CAF pokrywały się z eliminacjami Pucharu Narodów Afryki 2010, który odbył się w Angoli. Podobnie Angola automatycznie kwalifikowała się do Pucharu Narodów Afryki 2010, mimo to musiała brać udział w turnieju kwalifikacyjnym. Prawa telewizyjne do meczów eliminacyjnych rozgrywanych w charakterze gospodarza posiadają krajowe federacje piłkarskie.

## Strefy kontynentalne

### Europa (UEFA)
Grupa 1 – Dania. Portugalia zapewniła sobie udział w barażach kontynentalnych.
Grupa 2 – Szwajcaria. Grecja zapewniła sobie udział w barażach kontynentalnych.
Grupa 3 – Słowacja. Słowenia zapewniła sobie udział w barażach kontynentalnych.
Grupa 4 – Niemcy. Rosja zapewniła sobie udział w barażach kontynentalnych.
Grupa 5 – Hiszpania. Bośnia i Hercegowina zapewniła sobie udział w barażach kontynentalnych.
Grupa 6 – Anglia. Ukraina zapewniła sobie udział w barażach kontynentalnych.
Grupa 7 – Serbia. Francja zapewniła sobie udział w barażach kontynentalnych.
Grupa 8 – Włochy. Irlandia zapewniła sobie udział w barażach kontynentalnych.
Grupa 9 – Holandia.
Po barażach awansowali: Francja, Portugalia, Grecja i Słowenia.

### Azja (AFC)
Grupa A – Australia, Japonia. Bahrajn awansuje do baraży
Grupa B – Korea Południowa, Korea Północna. Arabia Saudyjska awansuje do baraży
Baraże: Bahrajn awansował po wygranej z Arabią Saudyjską do baraży interkontynentalnych, w których zagra z drużyna z OFC.

### Ameryka Południowa (CONMEBOL)
Brazylia, Chile, Paragwaj, Argentyna. Urugwaj awansował do baraży interkontynentalnych.

### Ameryka Północna (CONCACAF)
Stany Zjednoczone, Meksyk, Honduras. Kostaryka awansowała do baraży interkontynentalnych.

### Afryka (CAF)
Republika Południowej Afryki, Kamerun, Nigeria, Ghana, Wybrzeże Kości Słoniowej.

### Oceania (OFC)
Nowa Zelandia wygrała eliminacje strefy OFC zagra w barażach interkontynentalnych.

## Baraże interkontynentalne

### Baraż AFC – OFC
Bahrajn –  Nowa Zelandia 0:0
 Nowa Zelandia –  Bahrajn 1:0
W dwumeczu 1:0 dla Nowej Zelandii. Reprezentacja ta awansowała do finałów MŚ.

### Baraż CONCACAF – CONMEBOL
Urugwaj –  Kostaryka 1:0
 Kostaryka –  Urugwaj 1:1
W dwumeczu 2:1 dla Urugwaju. Reprezentacja ta awansowała do finałów MŚ.

### Zakwalifikowane drużyny

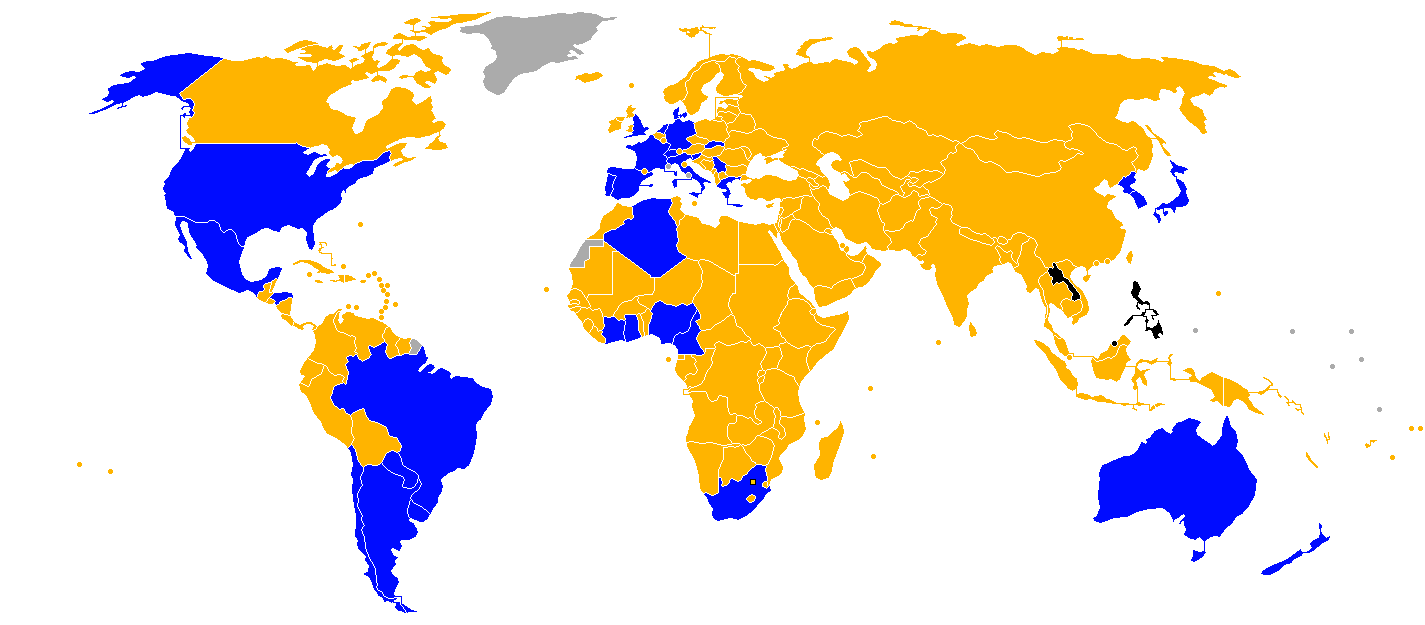
Kraje zakwalifikowane do finałów Mistrzostw Świata
Kraje niezakwalifikowane do finałów Mistrzostw Świata
Kraje, które nie brały udziału w kwalifikacjach
Kraje niebędące członkami FIFA

Kraje zakwalifikowane do finałów Mistrzostw Świata
     Kraje niezakwalifikowane do finałów Mistrzostw Świata
     Kraje, które nie brały udziału w kwalifikacjach
     Kraje niebędące członkami FIFA